# 月刊ドラゴンズ
『月刊ドラゴンズ』（げっかんドラゴンズ）は、中日新聞社が発行している中日ドラゴンズの情報で構成されている球団誌。1983年創刊。2007年1月号から表紙・記事内容が大幅にリニューアルされた。2009年4月号より表紙の選手写真が読者投票形式になった。2011年7月号より電子書籍版の配信も行なっている。

## 主な誌面内容

### 現在
愛子のインタビュー
木村愛子（月刊ドラゴンズ記者）が1人の選手にインタビューを行う。誌面ではインタビュー中の写真とプレー中の写真が掲載されている。
川又米利のclose up（旧・ヨネちゃんの代打でトーク、竜戦士とTALK）
川又米利が基本的に毎月1人の選手にインタビューを行う。最後には川又のコメントと、妻・三枝のイラストが掲載されているほか、インタビューされた選手のサイン色紙が抽選で5名にプレゼントされる告知がある。
2012年・2013年は川又が二軍打撃コーチに復帰したため、2012年4月号より川又に代わって鹿島忠がインタビューを担当していた。
編集長が行く
いま気になってることを編集長が追うコーナー。（2014年12月号 - ）
竜 OB 頑張ってます
くらはしかんの画竜点睛
中日スポーツ・東京中日スポーツで連載中のドラゴンズが題材の4コマ漫画・『おれたちゃドラゴンズ』の作者・くらはしかんが「1コマ漫画」を連載する。イラストの下にはイラストの説明などが書かれている。（2009年7月号 - ）
手相でチェック
相羽としえのキラキラ竜
元東海ラジオ放送アナウンサーでフリーライターの相羽としえが毎月一人、ドラゴンズの若手選手にインタビューしていくコーナー。（2014年8月号 - ）
筆跡診断 ボクの直筆
竜女子会 TALK
ドアラsketch
ドアラの近況を写真を交えて紹介する。
ファンクラブだより
ファンクラブ会員から送られてきたメッセージ・写真を掲載したり、ファンクラブからのお知らせを掲載する。
ドームだより
ナゴヤドームからの様々なお知らせ・情報をベースボールメイツやナゴヤドーム営業担当が伝える。
明日を目指して（サブタイトル：the news of the farm）
ドラゴンズ・二軍の話題・情報を紹介する。
阿知波浩二のアマ野球通信
中日スポーツの阿知波浩二が、注目するアマチュア野球選手を取り上げ、誌面上で解説する。
D'CAPCOLUMN
中日スポーツのドラゴンズ担当記者キャップが書くコラム。
記録FILE
一軍・二軍の試合記録〔スコア、寸評、オレ流語録（中日スポーツで掲載されているものと同様。但し全試合分ではなく、一部試合のみ）〕などが記載される。二軍の場合は所属するウエスタン・リーグの各種記録（順位表、個人投手10傑）・ドラゴンズ二軍の投打成績も合わせて記載される。
木俣達彦マサカリ半生記（2018年1月号 - ）
野球豆辞典
ドラゴンズや野球に関するキーワードを取り上げ、前田道彦（中日スポーツ報道部デスク）がコラム形式で書く。ポイント部分の文章の初めは1文字目が大きくなっている。
プレゼント
選手からのサイン入りの品物・グッズ等を抽選でプレゼントするコーナー。
エンジョイサロン
ドラゴンズに対する思いや「あいうえお作文」、イラスト、秘蔵の選手写真などを掲載する。「パチリ!コーナー」同様、様々な賞が用意されている。
絵てがみ
パチリ!コーナー
読者から送られてきたドラゴンズに関する写真を掲載するコーナー。「松坂屋賞」・「月刊ドラゴンズ賞」など様々な賞があり、選ばれた投稿者には商品が送られる。
クイズ
名古屋民放テレビ局が応援（旧：「ドラ応援番組」裏話）
在名局が制作する、ドラゴンズ応援番組のスタッフ（主にディレクター）が番組の裏話を語る。
ドラゴンズトピックス
ONE SHOT
巻末コーナー。1枚の写真と説明が書かれている。
早川実の「気になるアイツ」（2019年4月号 - ）
早川がドラフトで注目の選手を紹介するコーナー
上記以外にも、シーズン中は前半のページでいくつかの試合を振り返ったりする。
また、毎月ピンナップと選手のポスター（A3サイズ）が両面印刷されたものが付いてくる（誌面と独立していないため、切り離すと誌面になっている裏面のページも切り離されてしまう）。

### 過去
ドラパパ（1987年 - 1989年）
「トイレット博士」で知られる、とりいかずよし（岡崎市出身）の漫画。ドラゴンズファンで名古屋で居酒屋「センちゃん」を経営する「ドラパパ」とその家族の奮闘ぶりを描いたギャグ漫画。
MY ALBUM（1985年 - 1999年3月号、一時期休載あり）
毎号中日ドラゴンズの選手の一人が、生まれてからプロ野球入りするまでの生い立ちを紹介していく内容。
ボクの思い出のゲーム（1997年1月号 - 2009年3月号）
元ドラゴンズの選手や外国人選手やコーチや監督の思い出に残った試合（勝ち、引き分け、負け試合も含む）を中日スポーツ増田護記者が紹介していくコーナー。他にドラゴンズのOBが亡くなられた時や日本一達成の時などは特別版で紹介もされていた。
4コママンガ（1985年 - 2009年5月号）
月例ドラ画報（なかむら治彦）
みゃあみゃあタイムズ（ひめひめの）
ドラゴンズスペシャル（アオシマチュウジ）
プレイバック月ドラ
過去の月刊ドラゴンズの表紙や主なコラムや記事などを紹介していく内容。
○○選手に30の質問
中日ドラゴンズの選手が投稿者の質問をもとに30の質問でインタビューしていく内容。
英二のドラゴンズ交遊録
毎月落合英二が元ドラゴンズ選手などを写真を交えて紹介する。
三遊亭円丈の頑張ろみゃ〜ドラゴンズ
ドラゴンズファンで有名な落語家・三遊亭円丈が書くコラム。上半分には円丈の似顔絵と、ふきだしにドラゴンズに対する思いが要約して書かれている。
法さんの球友録
毎月法元英明が思い出のドラゴンズ選手を当時の写真を交えて語る。
パオ処（サブタイトル 「2008年：おだんごでひとやすみ」→「2009年：いっしょにあそぼっ」）
パオロンが得意のイラストを交えて日記風に選手との交流・日々の様子などを紹介する。誌面の隅にイラストを描くパオロンの姿の写真が掲載されている（一時期、写真が掲載されていなかった時期があった）。
所ゆきよしのイラスト教室
毎月読者が描いたテーマになった選手のイラストを所ゆきよしが誌面上で評論する。応募した読者の名前や住所などは記載されないこともある。
DRAGONS☆PARK
中日スポーツ・公式ファンクラブがケータイ&PCサイトで運営している「ドラゴンズ☆パーク」に関するコーナー。
Major League 野球博物館の旅
毎月アメリカ国内にある野球博物館を紹介する。
キミたちも○スターを目指そう○少年野球コーナー○（○=少年の顔のイラスト）
リトルリーグ・少年野球の主要大会の試合結果、月刊ドラゴンズ杯少年野球大会の試合結果を掲載する。また『タクさんの巡回コーナー』として、新宅洋志が東海・北陸地方でイチオシ選手を紹介・解説する。
Kenshin Kousuke'sCORNER
元ドラゴンズ選手で現在はメジャーリーグに在籍する川上憲伸・福留孝介の近況を写真を交えて紹介する。元々福留のみの単独枠だったが、2009年より川上もメジャーリーグに移籍したため、コーナーが統合された。
彦野利勝 お父さんのための野球教室（2009年7月号 - ）
彦野利勝が毎月テーマに基づいて基礎から写真を交えて解説する。タイトルの「お父さん‐」とは、子どもに野球を教えたいお父さんの為に読んでほしいからという思いからきている。
立浪和義のダブルファンタジー（2010年 - ）
立浪和義が一カ月のドラゴンズの戦いを振り返り考察する。
小田幸平のお悩み相談室（ - 2014年10月号）
小田幸平が読者からの相談に答えるコーナー。
足木敏郎DRAGONS 61年（2015年1月号 - 2017年7月号）
足木敏郎が思い出のドラゴンズ外国人選手を当時の写真を交えて語る。第一回目と第二回目はジーン・マーチン、最終回は木俣達彦。西沢道夫、近藤貞雄、星野仙一、鈴木孝政など日本人選手の回もあった。

## 購入方法
定価は1冊400円。1月号等、節目に発売される際はカレンダー等の付録が付くため440円となる。
2009年4月号から、カラーページの増加などから1冊500円。付録がつく場合は、550円となった。
中日新聞及び東京新聞、北陸中日新聞販売店・全国の主要書店・中部地区の書店で購入できるほか、年間購読も扱っている（年間購読料：5280円、2009年4月号より6000円）。

## 備考
毎年2月ごろにプロ野球選手名鑑が増刊号として発行されている。